# سكوت غلاسغو
سكوت غلاسغو (بالإنجليزية: Scott Glasgow)‏ هو ملحن أمريكي، ولد في 1970.

## وصلات خارجية
- سكوت غلاسغو على موقع IMDb (الإنجليزية)
- سكوت غلاسغو على موقع ميوزك برينز (الإنجليزية)
- سكوت غلاسغو على موقع ديسكوغز (الإنجليزية)
- سكوت غلاسغو على موقع قاعدة بيانات الفيلم (الإنجليزية)